# Caesar II
Caesar II  est un jeu vidéo de gestion de type city-builder développé par Impressions Games et publié par Sierra On-Line en 1995 sur PC et Macintosh. Le jeu fait suite à Caesar publié en 1992. Le joueur y incarne un gouverneur d'une cité de l'Empire romain qu'il doit développer en satisfaisant son peuple. Le système de jeu est similaire à celui de SimCity auquel il ajoute une dimension militaire, le joueur devant défendre sa province contre d'éventuels envahisseurs,.

## Système de jeu
Comme son prédécesseur, Caesar II est un jeu de gestion de type city-builder, dans la lignée de SimCity, dans lequel le joueur incarne un gouverneur de la Rome antique qui supervise la construction et la gestion d’une cité avec pour objectif de satisfaire l’empereur romain Auguste. Pour faire prospérer sa cité, il doit notamment construire des maisons, des ateliers, des marchés, des écoles, des théâtres et des thermes. Il doit également développer un réseau de route, mais aussi de réservoirs et de canaux pour assurer l’approvisionnement en eau de la cité. Outre les aspects de construction et de gestion, le jeu inclut également un aspect militaire. Pour défendre la cité contre les attaques de barbares, le joueur doit en effet se constituer une armée en enrôlant des plébéiens, qu’il doit payer, sous peine de les voir se révolter. De la même manière, il doit garantir le bonheur du peuple pour éviter les révoltes. Contrairement à SimCity, le jeu inclut un système de progression qui voit le joueur être promu à la gestion d’une nouvelle ville lorsque la précédente est suffisamment développée . Outre d’importantes améliorations technique, notamment des graphismes et de l’interface, par rapport à son prédécesseur, Caesar II inclut de nouveaux bâtiments, des passants se promenant sur les routes, un véritable mode combats et une option permettant d’envahir des colonies ennemies.

## Accueil

### Critiques
| Caesar II             |      |       |
| Média                 | Nat. | Notes |
| AllGame               | US   | 90 %  |
| Computer Gaming World | US   | 4/5   |
| Gen4                  | FR   | 88 %  |
| Joystick              | FR   | 80 %  |
| PC Gamer US           | US   | 93 %  |

### Ventes
D'après David Lester, le fondateur d’Impressions Games, Caesar II s'est vendu à plus de 2,5 millions d'exemplaires.

## Suite
Après le succès de Caesar et Caesar II, Impressions Games poursuit sur sa lancée avec le développement d’une nouvelle suite, Caesar III (1998). Celle-ci donne encore un peu plus de vie à la simulation en dotant les passants d’une certaines intelligence qui leur permet de réévaluer leurs tâches et leurs destinations. Elle ajoute également un niveau de complexité supplémentaire avec la gestion de la religion, le joueur devant honorer cinq dieux différents en organisant des festivités et en construisant des temples,. Impressions continue ensuite d’améliorer le moteur de jeu de Caesar III sur lequel le studio s’appuie pour développer deux nouveaux jeux suivant les mêmes principes mais dans un cadre différent, avec les jeux Pharaon (1999) and Le Maître de l'Olympe : Zeus (2000), qui sont eux aussi salués par la presse spécialisée. Une troisième suite, développé par Tilted Mill Entertainment  et baptisée Caesar IV, est publié par Sierra en 2006.